# Sis concerts per a violí, op. 12 (Vivaldi)
Els Sis concerts per a violí, corda i continu, op. 12, compostos per Antonio Vivaldi, foren publicats el 1729 per Le Cène. Aquests sis concerts op. 12, juntament els de l'op. 11, són els darrers concerts de Vivaldi publicats en vida. Ambdues col·leccions, són concerts per a violí, amb oboè opcional, i es troben entre les menys conegudes, potser perquè la majoria no tenen sobrenoms.

## Context compositiu
L'any 1729 està situada en la meitat d'un període d'11 anys en els que Vivaldi sembla estar molt fora de Venècia. Des de 1724 els arxius de l'Ospedale della Pietà deixen d'anotar el seu nom en els registres anuals. Aquesta poca activitat veneciana coincideix amb el punt més elevat de l'evolució artística del compositor. No es té massa informació d'on va estar, però se sap segur que el 1729 va viatjar a Alemanya perquè el seu pare, Giovanni Battista, va demanar un permís a la Capella Ducal per acompanyar al seu fill en una gira per Alemanya. És molt probable que la gira passés per Amsterdam on Vivaldi entregaria a Le Céne tres col·leccions de manuscrits per a ser publicats: els Sis concerts per a flauta, op. 10, els Sis concerts op. 11 i els Sis concerts op. 12.

## Els "Sis concerts"
Aquí es presenten els sis concerts, numerats i amb la tonalitat corresponent. S'afegeix la durada aproximada amb dues xifres de referència: la primera, de la versió de l'Academy of Ancient Music dirigida per Christopher Hogwood, i la segona amb I Solisti Italiani.
| - «Concert núm. 1 en sol menor, RV 317» La durada aproximada és de 10'09 – 12'30 1. Allegro 2. Largo 3. Allegro - «Concert núm. 2 en re menor, RV 244» La durada aproximada és de 8'20 – 9'41 1. Allegro 2. Larghetto 3. Allegro - «Concert núm. 3 en re major, RV 124» La durada aproximada és de 5'55 – 6'05 1. Allegro 2. Grave 3. Allegro | - «Concert núm. 4 en do major, RV 173» La durada aproximada és de 8'30 – 9'13 1. Largo spiccato – Allegro 2. Largo 3. Allegro - «Concert núm. 5 en si bemoll major, RV 379» La durada aproximada és de 9'26 – 10'07 1. Allegro 2. Largo 3. Allegro - «Concert núm. 6 en si bemoll major, RV 361» La durada aproximada és de 10'13 – 10'42 1. Allegro 2. Largo 3. Allegro |